# Seligeria paucifolia
Seligeria paucifolia là một loài rêu trong họ Seligeriaceae. Loài này được (With.) Carruth. mô tả khoa học đầu tiên năm 1866.